# Красноярский район (Камышинский округ, Нижне-Волжский край)
Красноярский район — административно-территориальная единица (район), существовавшая с 1928 по 1935 год и входившая в Камышинский округ Нижне-Волжского края (до 1930 года), после упразднения округов непосредственно в Нижне-Волжский край, с 1934 года, после разделения Нижне-Волжского края на Саратовский и Сталинградский, в Сталинградский край.
Административный центр района — село Красный Яр.

## История
Образован в связи с созданием Нижневолжского края (постановление ВЦИК и СНК РСФСР от 21 мая и от 11 июня 1928 года «Об образовании Нижневолжского края») в составе Камышинского округа Нижневолжского края. Постановлением Нижневолжского краевого организационного комитета от 6 июля 1928 г. протокол № 7 § 6/50 «О делении Камышинского округа на районы, составе и центрах районов» Красноярский район с центром в селе Красный Яр был образован из Верхне-Добринской и Красноярской волостей Камышинского уезда Саратовской губернии, а также Мало-Ольховского и Перещипновского сельсоветов Гусельской волости Камышинского уезда. Всего в состав района был включён 31 сельсовет.
23 июля 1930 года округа были ликвидированы, район вошёл в непосредственно состав края.
Постановлением ВЦИК от 25 января 1935 года «О новой сети районов Сталинградского края и улусов Калмыцкой автономной области», постановлением президиума краевого исполнительного комитета от 29 января 1935 г. № 157 «О новой сети районов Сталинградского края и улусов Калмыцкой автономной области» Красноярский район был ликвидирован. Территория распределена между Молотовским и Неткачевским районами.